# 寧靜海 (電視劇)
《寧靜海》，為2021年播出的Netflix韓國科幻懸疑驚悚劇集，故事改編自崔恆墉導演的2014年同名短篇電影，由崔恆墉與《胡蘿蔔小姐》、《非常母親》的朴銀嬌編劇合作打造。講述在2075年的未來，地球上的必須資源早已枯竭荒廢，一群精英部隊接到了特殊任務，必須前往被廢棄的月球太空站上尋找神祕樣本。

## 演員陣容

### 主要人物
| 演員   | 角色   | 介紹                                                     |
| 裴斗娜 | 宋智安 | 宇宙生物學家，是典型的學者和研究人員，有著強烈的好奇心。 |
| 孔劉   | 韓允才 | 宇宙探測隊隊長。                                         |
| 李準   | 柳泰錫 | 國防部精英出身的首席工程師，自願參加這項任務。           |
| 金善映 | 洪佳榮 | 宇宙探測隊團隊醫生。                                     |
| 李茂生 | 孔秀赫 | 宇宙探測隊保安組組長。                                   |
| 李成旭 | 金善   | 宇宙探測隊太空船駕駛。                                   |

### 宇宙探測隊
| 演員   | 角色   | 介紹                           |
| 鄭順元 | 孔秀燦 | 孔秀赫的弟弟、宇宙探測隊隊員。 |
| 崔英祐 | 李奇修 | 宇宙探測隊太空船副駕駛。       |
| 車來亨 | E1     | 宇宙探測隊隊員。               |
| 劉熙儕 | E2     | 宇宙探測隊隊員。               |
| 劉成柱 | 黃次長 | 宇宙探測隊顧問。               |

### 其他人物
| 演員   | 角色   | 介紹                           |
| 姜末今 | 宋遠璟 | 宋智安的姊姊，渤海基地研究員。 |
| 吉海妍 | 崔局長 | 韓國宇宙航空局資源組所屬局長。 |
| 許城泰 | 金梓宣 | 韓國宇宙航空局資源組所屬科長。 |
| 金詩雅 | 露娜   | 帶有神秘身份的少女。           |
| 金寶敏 | 韓河鎮 | 韓允才的女兒。                 |

### 友情演出
| 演員   | 角色 | 介紹 |
| 鄭滿植 |      |      |
| 金準韓 |      |      |

## 集數
| 集數 | 標題       | 上線日期       |
| ---- | ---------- | -------------- |
| 1    | 渤海基地   | 2021年12月24日 |
| 2    | 三個儲藏庫 | 2021年12月24日 |
| 3    | 死因       | 2021年12月24日 |
| 4    | 真相大白   | 2021年12月24日 |
| 5    | 秘密儲藏庫 | 2021年12月24日 |
| 6    | 救援之鑰   | 2021年12月24日 |
| 7    | 露娜       | 2021年12月24日 |
| 8    | 寧靜海     | 2021年12月24日 |

## 製作
2019年12月，Netflix宣佈將製作韓國電視劇《寧靜海》，該劇改編自崔恆勇導演的2014年同名短篇電影，並由鄭雨盛擔任執行製作人。2020年4月，據報導孔劉和裴斗娜加入演員陣容。2020年6月，據報導李準有望加入演員陣容。2020年9月，確認主演陣容。同月，宣佈許成泰和李茂生加入演員陣容。

### 引見
1. ↑  Yuan. . 韓星網. 2021-11-20  [2021-11-24]. （原始内容存档于2021-11-23） （中文（繁體））.
2. ↑  Erin. . 韓星網. 2021-11-22  [2021-11-24]. （原始内容存档于2021-11-23） （中文（繁體））.
3. ↑  . Netflix. 2019-12-22  [2020-11-01]. （原始内容存档于2022-01-06） （英语）.
4. ↑  吳睿慈. . ETtoday星光雲. 2020-04-21  [2020-11-01]. （原始内容存档于2020-11-05） （中文（繁體））.
5. ↑  草莓. . 韓星網. 2020-06-15  [2020-11-01]. （原始内容存档于2020-11-07） （中文（繁體））.
6. ↑  蕭采薇. . ETtoday星光雲. 2020-09-08 （中文（繁體））.
7. ↑  . 東亞日報. 2020-09-14  [2020-11-01]. （原始内容存档于2020-11-08） （韩语）.
8. ↑  . StarToday. 2020-09-25  [2020-11-01]. （原始内容存档于2020-11-05） （韩语）.

## 外部連結
- 在Netflix上觀看《寧靜海》
- Daum上《寧靜海》的資料